# Vardanes II de Partia
Vardanes II era hijo de Vologases I o Vardanes I. Fue brevemente gobernante de parte del Imperio Parto. En registros antiguos solo es mencionado por Tácito. Por lo demás, solo se le conoce por monedas fechadas entre el 55 y el 58 d. C. Se rebeló contra Vologases I en Seleucia, entre el 55 y el 58 d. C. y debe haber ocupado Ecbatana, ya que emitió monedas de la casa de la moneda allí, con la apariencia de un joven rey imberbe con una diadema con cinco colgantes. No se sabe nada más de él.